# Kandıra
Kandıra là một huyện thuộc tỉnh Kocaeli, Thổ Nhĩ Kỳ. Huyện có diện tích 921 km² và dân số thời điểm năm 2007 là 47322 người, mật độ 51 người/km².